# Kilvelur
Kilvelur é uma panchayat (vila) no distrito de Nagapattinam, no estado indiano de Tamil Nadu.

## Demografia
Segundo o censo de 2001,  Kilvelur  tinha uma população de 7404 habitantes. Os indivíduos do sexo masculino constituem 50% da população e os do sexo feminino 50%. Kilvelur tem uma taxa de literacia de 73%, superior à média nacional de 59.5%: a literacia no sexo masculino é de 80% e no sexo feminino é de 66%. Em Kilvelur, 11% da população está abaixo dos 6 anos de idade.